# Jared Palmer
Pour les articles homonymes, voir Palmer.
Jared Palmer, né le 2 juillet 1971 à New York, est un joueur de tennis professionnel américain, actif dès les années 1990.
Spécialiste du double, il atteint la 1re place mondiale en 2000. Il a remporté quatre tournois du Grand Chelem : 2 en double messieurs (l'Open d'Australie en 1995 et Wimbledon en 2001) et 2 en double mixte.

## Palmarès

### En double messieurs
| 28 titres en double | 2 G. Chelem | 2 G. Chelem | 2 G. Chelem | 2 G. Chelem | 0 Masters  | 0 Masters  | 0 Masters   | 0 Masters   | 1 Masters 1000 | 1 Masters 1000 | 1 Masters 1000 | 1 Masters 1000 | 6 ATP 500          | 6 ATP 500          | 6 ATP 500          | 6 ATP 500          | 19 ATP 250         | 19 ATP 250         | 19 ATP 250     | 19 ATP 250     | 0 JO           | 0 JO           | 0 JO           | 0 JO           |
| 28 titres en double | 20 sur dur  | 20 sur dur  | 20 sur dur  | 20 sur dur  | 20 sur dur | 20 sur dur | 2 sur gazon | 2 sur gazon | 2 sur gazon    | 2 sur gazon    | 2 sur gazon    | 2 sur gazon    | 3 sur terre battue | 3 sur terre battue | 3 sur terre battue | 3 sur terre battue | 3 sur terre battue | 3 sur terre battue | 3 sur moquette | 3 sur moquette | 3 sur moquette | 3 sur moquette | 3 sur moquette | 3 sur moquette |

## Parcours dans les tournois duGrand Chelem

### En simple
| Année | Open d'Australie | Open d'Australie | Internationaux de France | Internationaux de France | Wimbledon       | Wimbledon    | US Open         | US Open    |
| ----- | ---------------- | ---------------- | ------------------------ | ------------------------ | --------------- | ------------ | --------------- | ---------- |
| 1988  | —                | —                | —                        | —                        | —               | —            | 2e tour (1/32)  | R. Agenor  |
| 1989  | —                | —                | —                        | —                        | —               | —            | 2e tour (1/32)  | J. Courier |
| 1990  | —                | —                | —                        | —                        | —               | —            | —               | —          |
| 1991  | —                | —                | —                        | —                        | —               | —            | 1er tour (1/64) | R. Gilbert |
| 1992  | 1er tour (1/64)  | J. Siemerink     | —                        | —                        | —               | —            | 2e tour (1/32)  | D. Wheaton |
| 1993  | —                | —                | —                        | —                        | 2e tour (1/32)  | A. Olhovskiy | 2e tour (1/32)  | C. Pioline |
| 1994  | 2e tour (1/32)   | S. Simian        | 2e tour (1/32)           | J. Yzaga                 | 1er tour (1/64) | P. Sampras   | 1er tour (1/64) | M. Ríos    |
| 1995  | 1er tour (1/64)  | J. Krošlák       | 2e tour (1/32)           | Bo. Becker               | 3e tour (1/16)  | P. Sampras   | 1/8 de finale   | A. Agassi  |
| 1996  | —                | —                | 1er tour (1/64)          | A. Boetsch               | 2e tour (1/32)  | D. Flach     | 2e tour (1/32)  | H. Gumy    |

N.B. : à droite du résultat se trouve le nom de l'ultime adversaire.

### En double
| Année | Open d'Australie           | Open d'Australie         | Internationaux de France   | Internationaux de France    | Wimbledon                   | Wimbledon                 | US Open                      | US Open                    |
| ----- | -------------------------- | ------------------------ | -------------------------- | --------------------------- | --------------------------- | ------------------------- | ---------------------------- | -------------------------- |
| 1988  | —                          | —                        | —                          | —                           | —                           | —                         | 1er tour (1/32) P. Sampras   | S. Davis J. Hlasek         |
| 1989  | —                          | —                        | —                          | —                           | —                           | —                         | 1er tour (1/32) J. Stark     | K. Evernden C.-U. Steeb    |
| 1990  | —                          | —                        | —                          | —                           | —                           | —                         | —                            | —                          |
| 1991  | —                          | —                        | —                          | —                           | —                           | —                         | 1/8 de finale J. Stark       | U. Riglewski M. Stich      |
| 1992  | 1/4 de finale J. Stark     | R. Krajicek J. Siemerink | 2e tour (1/16) D. Wheaton  | T. Woodbridge M. Woodforde  | 2e tour (1/16) P. Galbraith | K. Jones R. Leach         | 1er tour (1/32) D. Wheaton   | P. McEnroe J. Stark        |
| 1993  | —                          | —                        | 1/8 de finale T. Martin    | M.-K. Goellner D. Prinosil  | 1er tour (1/32) S. Davis    | K. Flach R. Leach         | 1er tour (1/32) J. Stark     | M.-K. Goellner D. Prinosil |
| 1994  | 1er tour (1/32) M. Knowles | M. Keil K. Jones         | 1er tour (1/32) J. Grabb   | J.-P. Fleurian S. Simian    | —                           | —                         | 1/4 de finale P. McEnroe     | N. Kulti M. Larsson        |
| 1995  | Victoire R. Reneberg       | M. Knowles D. Nestor     | 2e tour (1/16) R. Reneberg | A. Boetsch M. Rosset        | 1/8 de finale R. Reneberg   | A. Olhovskiy J. Siemerink | 1er tour (1/32) R. Reneberg  | D. Prinosil J. Winnink     |
| 1996  | —                          | —                        | 1/2 finale J. Stark        | I. Kafelnikov D. Vacek      | 2e tour (1/16) J. Stark     | P. Pála P. Vízner         | 2e tour (1/16) J. Stark      | T. Kronemann D. Macpherson |
| 1997  | —                          | —                        | —                          | —                           | —                           | —                         | —                            | —                          |
| 1998  | —                          | —                        | —                          | —                           | —                           | —                         | 1er tour (1/32) S. Humphries | J. Gimelstob J. Stark      |
| 1999  | 2e tour (1/16) J. Tarango  | D. Adams J-L. de         | 2e tour (1/16) P. Haarhuis | J. Sánchez J. Siemerink     | Finale P. Haarhuis          | M. Bhupathi L. Paes       | 1er tour (1/32) P. Haarhuis  | J. Coetzee B. Haygarth     |
| 2000  | 1/2 finale A. O'Brien      | W. Black A. Kratzmann    | 1er tour (1/32) A. O'Brien | T. Carbonell M. García      | 1/4 de finale A. O'Brien    | N. Kulti M. Tillström     | 1/2 finale A. O'Brien        | L. Hewitt M. Mirnyi        |
| 2001  | —                          | —                        | 1er tour (1/32) D. Johnson | N. Lapentti S. Schalken     | Victoire D. Johnson         | J. Novák D. Rikl          | Finale D. Johnson            | W. Black K. Ullyett        |
| 2002  | 1/2 finale D. Johnson      | M. Knowles D. Nestor     | 2e tour (1/16) D. Johnson  | L. Arnold Ker G. Etlis      | 1/2 finale D. Johnson       | J. Björkman T. Woodbridge | 1/4 de finale D. Johnson     | J. Novák R. Štěpánek       |
| 2003  | 1/4 de finale D. Johnson   | J. Coetzee C. Haggard    | 1/8 de finale J. Eagle     | L. Paes D. Rikl             | 1/8 de finale J. Eagle      | W. Arthurs P. Hanley      | 1/8 de finale J. Eagle       | W. Arthurs P. Hanley       |
| 2004  | 1er tour (1/32) P. Vízner  | J. Melzer N. Zimonjić    | 2e tour (1/16) P. Vízner   | K. Braasch S. Sargsian      | 1/8 de finale P. Vízner     | W. Black K. Ullyett       | 1/8 de finale P. Vízner      | W. Black K. Ullyett        |
| 2005  | 1er tour (1/32) M. Damm    | K. Beck S. Sargsian      | 1er tour (1/32) G. Oliver  | G. Galimberti P. Srichaphan | 1er tour (1/32) G. Oliver   | M. Bhupathi T. Woodbridge | 2e tour (1/16) T. Parrott    | T. Johansson R. Koenig     |

N.B. : le nom du ou de la partenaire se trouve sous le résultat ; le nom des ultimes adversaires se trouve à droite.

### En double mixte
N.B. : le nom de la partenaire se trouve sous le résultat ; le nom des ultimes adversaires se trouve à droite.

## Participation aux Masters

### En double
| Année | Ville     | Surface         | Partenaire     | Résultats | Résultat final    |
| ----- | --------- | --------------- | -------------- | --------- | ----------------- |
| 1999  | Hartford  | Moquette indoor | Paul Haarhuis  | 1v, 2d    | Éliminé en poules |
| 2000  | Bangalore | Dur ext.        | Alex O'Brien   | 1v, 2d    | Éliminé en poules |
| 2001  | Bangalore | Dur ext.        | Donald Johnson | 2v, 2d    | Demi-finaliste    |